# Wichita Recordings
Wichita Recordings es una compañía discográfica independiente fundada en el 2000 por Mark Bowen y Dick Green, es otra de las discográficas pertenecientes al movimiento del indie rock. albergando igual otros géneros del rock. 
Actualmente su música la distribuye la discográfica belga PIAS Recordings.

## Algunos artistas de la discográfica
- American Football
- Best Coast
- Bloc Party
- Bright Eyes
- Clap Your Hands Say Yeah
- Conor Oberst
- Desaparecidos
- Elastica
- Les Savy Fav
- Los Campesinos!
- Peter Bjorn and John
- The Blood Brothers
- The Dodos